# 1945 na rádio

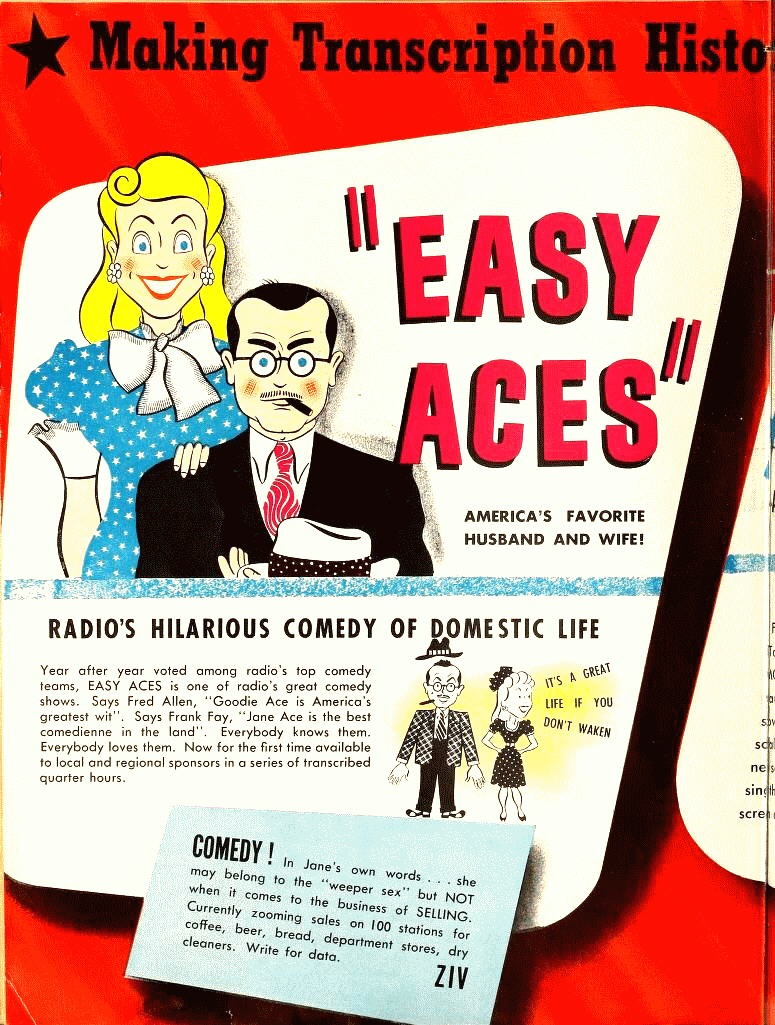
Cartaz de divulgação de um programa de rádio de 1945.

Nesta página encontrará referências aos acontecimentos directamente relacionados com a rádio ocorridos durante o ano de 1945.

## Eventos
- 15 de agosto – Gyokuon-hōsō: o Imperador Hirohito anuncia na rádio que o governo do país havia aceitado a rendição incondicional imposta pelos Aliados. A transmissão, feita em Japonês clássico, marcou a primeira vez que o povo japonês como um todo ouviu a voz do seu imperador.

## Nascimentos
| Data            | Nome                    | Profissão                                                         | Nacionalidade | Observações | Ref   |
| --------------- | ----------------------- | ----------------------------------------------------------------- | ------------- | ----------- | ----- |
| 12 de Fevereiro | Luiz Carlos Alborghetti | jornalista policial, radialista, político                         | Brasil        | m. 2009     | [ 1 ] |
| 10 de Março     | Erci Ayala              | radialista, apresentadora de televisão, deputada estadual, etc... | Brasil        | m. 2000     | [ 2 ] |

## Mortes
| Data | Nome | Profissão | Nacionalidade | Observações | Ref |
| ---- | ---- | --------- | ------------- | ----------- | --- |